# 默頓區
默頓區（英語：London Borough of Merton，/lʌndən bʌɹə ɒv ˈmɜːtn̩/ⓘ）是英國英格蘭大倫敦外倫敦的自治市，人口197,700，面積37.61km²。

## 外部連結
- （英文）默頓區政府網（页面存档备份，存于）

51°23′N 0°10′W / 51.383°N 0.167°W